# コーカサスの虜 (映画)
『コーカサスの虜』（コーカサスのとりこ、ロシア語: Кавказский пленник、英語: Prisoner of the Mountains）は、1996年のロシア・カザフスタン合作の戦争映画。レフ・トルストイの『コーカサスの虜』を、舞台を撮影当時のチェチェンに置き換えて映画化したもの。1996年第49回カンヌ国際映画祭国際批評家協会賞・観客賞、ソチ映画祭及びカルロヴィ・ヴァリ映画祭グランプリ受賞。同年のアカデミー外国語映画賞とゴールデングローブ賞外国語映画賞にノミネートされた。

## あらすじ
ロシア軍の若い召集兵のワーニャはチェチェンに出征するが戦地で負傷し、上官のサーシャとともにチェチェン独立派の捕虜となる。独立派の住民であるアブドゥルは二人をロシア軍の捕虜となった息子と交換しようとして村に軟禁するが足枷を付けられていることを除けば待遇もよく、二人は見張り役のハッサンやアブドゥルの娘のジーナといった村人たちと交流するうちに次第に打ち解けるようになるが村人の中にはロシア人の存在を快く思わない者もいて…。

## キャスト
- サーシャ：オレグ・メンシコフ
- ワーニャ：セルゲイ・ボドロフ・Jr.
- アブドゥル・ムラット：ドジュマール・シハルリジェ
- ジーナ：スザンナ・マフラリエワ
- ハッサン：アレクサンドル・ブレーエフ
- 大佐：アレクサンドル・ジャルコフ
- ワーニャの母：ヴァレンチナ・フェドトヴァ

## スタッフ
- 監督：セルゲイ・ボドロフ
- 脚本：セルゲイ・ボドロフ、アリフ・アリイェフ、ボリス・ギレル
- 製作：ボリス・ギレル
- 音楽：レオニード・デシャトニコフ
- 撮影：パーベル・レベシェフ